# 高健君
高健君（1919年—1969年），原名高尊翰，又名方刚，甘肃省榆中县小康营乡小康营村人，中华人民共和国政治人物。
1937年，从事教学工作，后奔赴延安。中华人民共和国成立后，担任中共甘肃省委组织部副部长，后升任甘肃省政协副主席。1964年，任甘肃省政协主席。